# Basilepta bacboensis
Basilepta bacboensis es un coleóptero de la familia Chrysomelidae.
Fue descrita científicamente por primera vez en 1994 por Eroshkina.